# Eau domestique
Pour un article plus général, voir Utilisation de l'eau par secteur.
L'eau domestique est l'eau utilisée à des fins domestiques (au sens latin de domus : la maison), par opposition à l'eau industrielle et à l'eau agricole. Les usages de l'eau domestique sont principalement hygiéniques, alimentaires (boire et cuisiner) et récréatifs (lavage de voiture, piscine, etc.). Une utilisation productive (production animale ou végétale) à petite échelle peut être également envisagée dans certains systèmes de référence. Dans les pays industrialisés, l'eau domestique consiste principalement en l'eau de distribution à usage résidentiel (de manière marginale, l'eau d'une source ou d'un puits), voire aussi l'eau pluviale récoltée et consommée sur place. L'eau de distribution est la plupart du temps une eau potable. Dans les pays en développement, l'eau domestique se définit selon l'accès raisonnable à l'eau
L'eau domestique est d'un intérêt crucial en ce qui concerne la santé publique tant dans les pays riches que dans les pays pauvres. L'accès aux services d'eau constitue une composante clé de l'indicateur de pauvreté du PNUD
La consommation d'eau douce domestique, (autour de 10 %) par rapport aux utilisations agricoles (à l'échelle globale, autour de 70 % de toute l’eau tirée des aquifères, des cours d’eau et des lacs) et industrielles (autour de 20 %) de l'eau est souvent proportionnellement et quantitativement faible. Mais elle peut se révéler proportionnellement plus importante pour certains pays qui ne dépendent pas de l'irrigation pour leur agriculture et/ou dont l'industrie est limitée ou peu consommatrice en eau: Ainsi la République centrafricaine (80%) ou la République démocratique du Congo (67 %) ont proportionnellement une utilisation domestique importante, eut égare à des taux d'utilisation des secteurs agricoles (agriculture pluviale) et industriels faibles. La République démocratique du Congo a par ailleurs et de manière générale des prélèvements d'eau très bas.
Systématiquement ou de manière ponctuelle, la consommation domestique d'eau peut s'avérer problématique et monopoliser l'attention des autorités publiques.

## Histoire

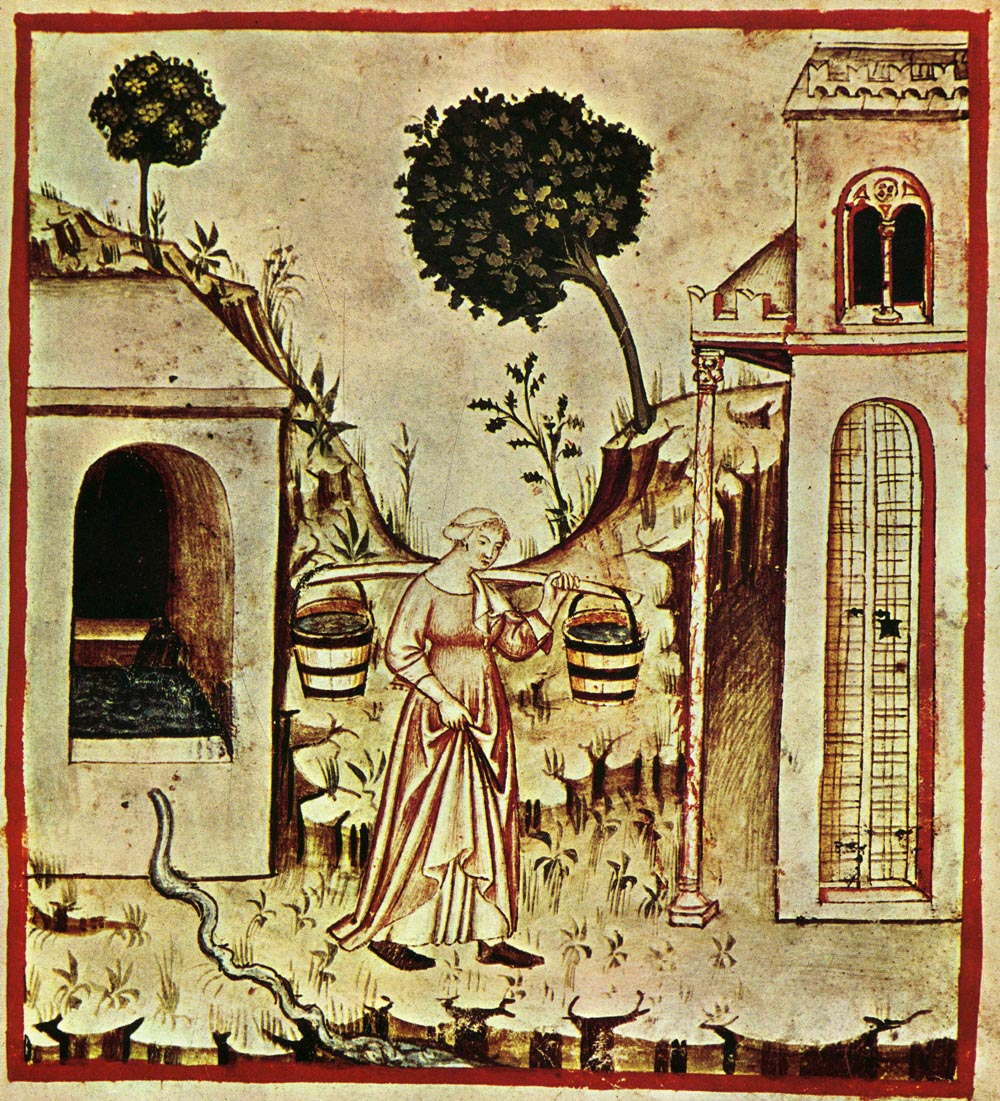
Utilisation de l'eau, tacuinum sanitatis casanatensis XIVe siècle

Si dans le monde occidental, le simple fait de tirer une chasse d'eau est devenu quelque chose de commun, il n'en fut pas ainsi de tous temps. Il fallait, et dans certaines parties du monde, il le faut toujours, se déplacer, aller au puits ou à la rivière pour prélever de l'eau, aller au lavoir public pour laver son linge. Le porteur d’eau, profession disparue avec la révolution industrielle, amenait l'eau à domicile.
En France, au XVIIIe siècle, le chevalier de Jaucourt estimait dans l’Encyclopédie qu'un individu avait quotidiennement besoin de 7 litres d'eau pour satisfaire tous ses besoins domestiques (toilette, boisson, cuisine, lessive). Cette eau provenait souvent des rivières ou des puits, si la nappe phréatique était suffisamment proche de la surface. De nombreuses maisons parisiennes disposaient d'un puits qui était situé dans la cour, le jardin ou plus rarement au sein même de la maison.
Ce n'est que début XIXe siècle que les villes s'équipent de réseaux de distribution d'eau.

## Utilisations domestiques de l'eau

### Consommation d'eau domestique par type d'usage
Les usages domestiques de l’eau sont les plus vitaux pour l’homme et c’est pourquoi ce sont les plus anciens. Cependant, la consommation domestique d’eau est restée longtemps réduite, non par souci d’économie, mais pour des raisons de disponibilité. L’eau potable à domicile et au robinet est une invention récente qui, aujourd’hui encore, est loin d’être répandue dans le monde entier. Cet accès facilité à l’eau potable en a stimulé la consommation qui depuis deux siècles est en augmentation constante.
Quantité moyenne d’eau domestique, exprimée en litres, par type d'usage :
| Type d'usage               | Quantité moyenne d'eau (litre) |
| -------------------------- | ------------------------------ |
| Une chasse d'eau           | de 10 à 12                     |
| Une douche                 | de 30 à 80                     |
| Un bain                    | de 150 à 200                   |
| Une lessive                | de 80 à 120                    |
| Une vaisselle              | de 5 à 15                      |
| un cycle de lave-vaisselle | de 13 à 21                     |

L’arrosage des jardins contribue aussi à la consommation d’eau domestique.

### Dans les pays industrialisés
Dans les pays industrialisé, pour la plupart des logements et habitations, mais aussi de nombreux services publics accueillant des usagers (écoles, hôpitaux, etc.) l'usage domestique de l'eau s'appuie sur un réseau d'alimentation en eau potable et des installations d'évacuation des eaux usées entretenus par des organismes étatiques, semi-étatiques ou privés. Une habitation met en œuvre un éventail d'accessoires connectés à usage hygiénique (toilette, douche, baignoire, lavabo), de nettoyage (évier, machine à laver, lave-vaisselle), de traitement des eaux usées (fosses septiques, etc.). Ces usages sont intérieurs mais d'autres extérieurs permettent l'arrosage du jardin l’alimentation d'une fontaine ou d'une piscine, le lavage d'une automobile. L’eau potable peut également être utilisée pour des usages non domestiques, comme l’alimentation des bornes incendie. Une baisse de la consommation d'eau domestique est généralement liée à des innovations technologiques limitant la consommation d’eau dans les habitats (lave-linge, lave-vaisselle, pommeaux de douche économes, toilettes à faible débit d'eau, etc.).

Différentes utilisations de l'eau domestique
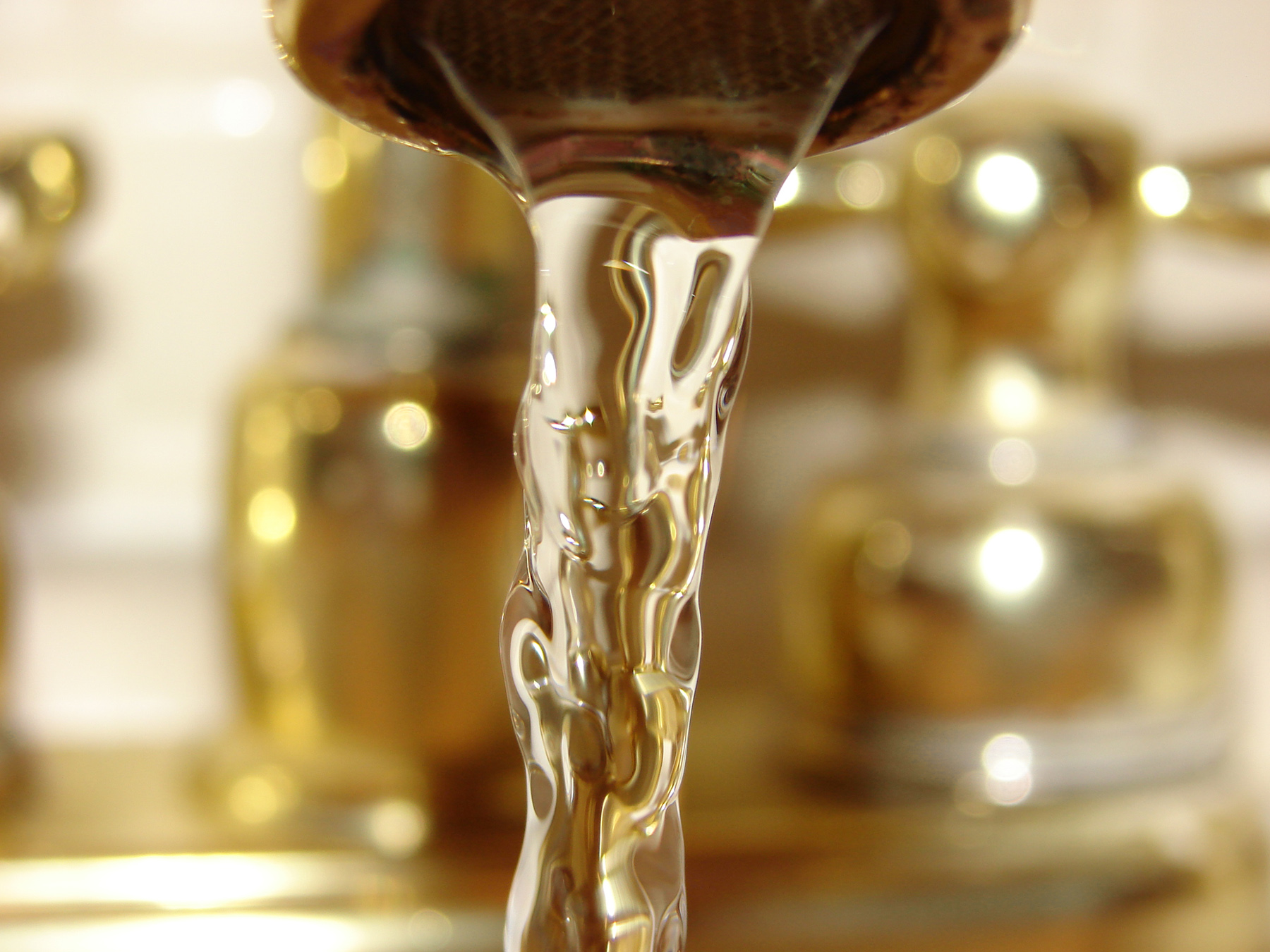
Robinet
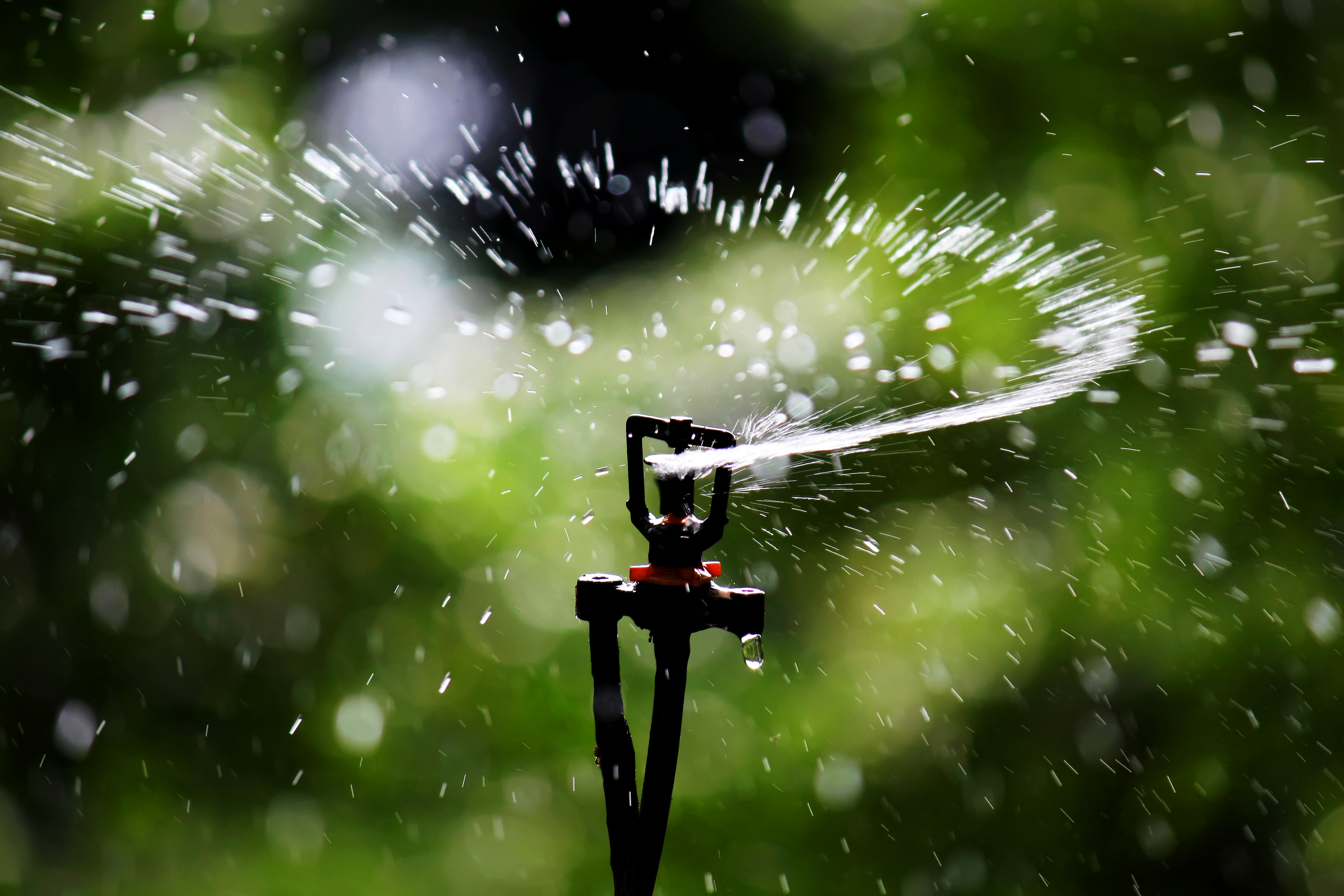
Arroseur
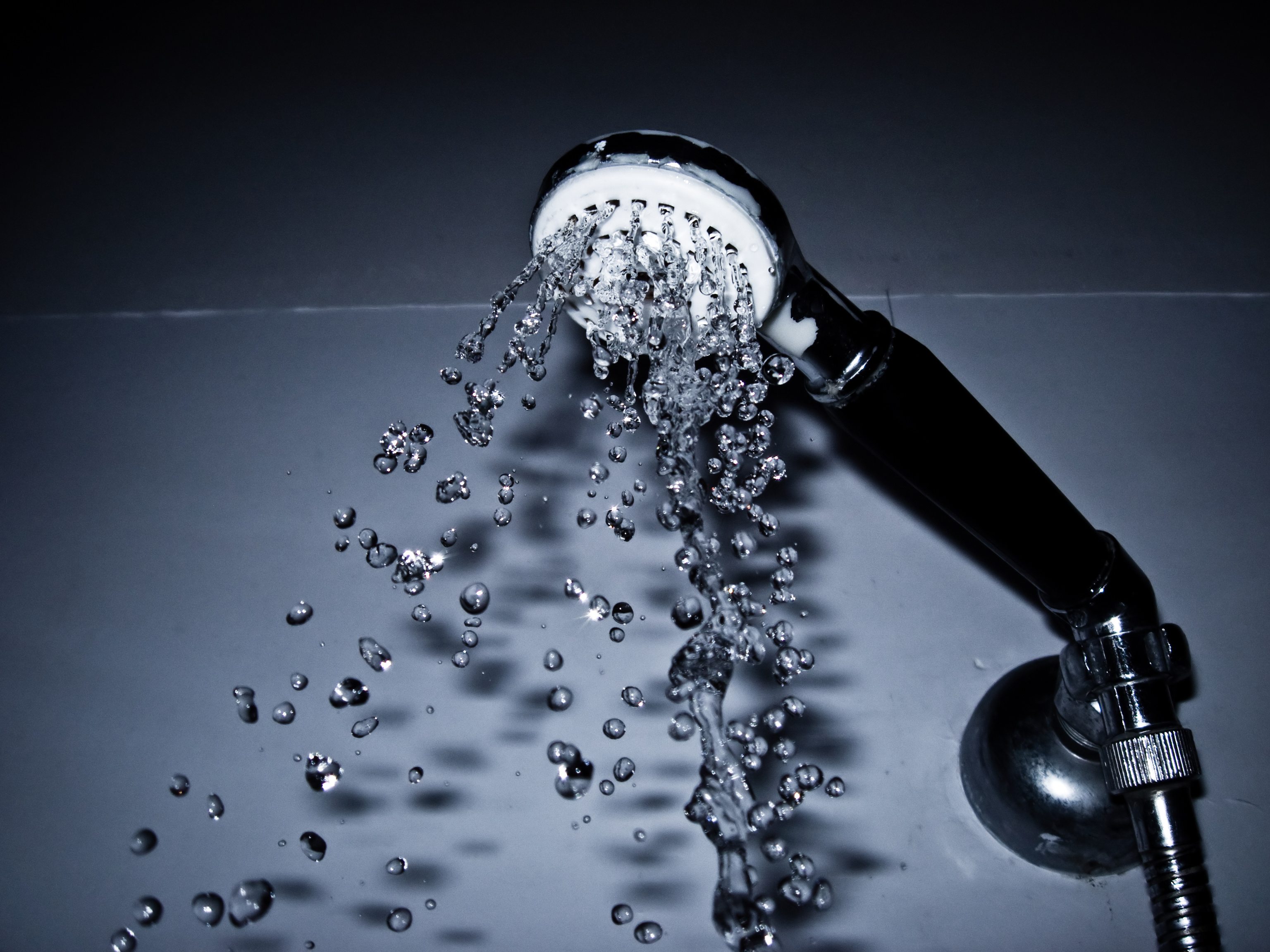
Douche
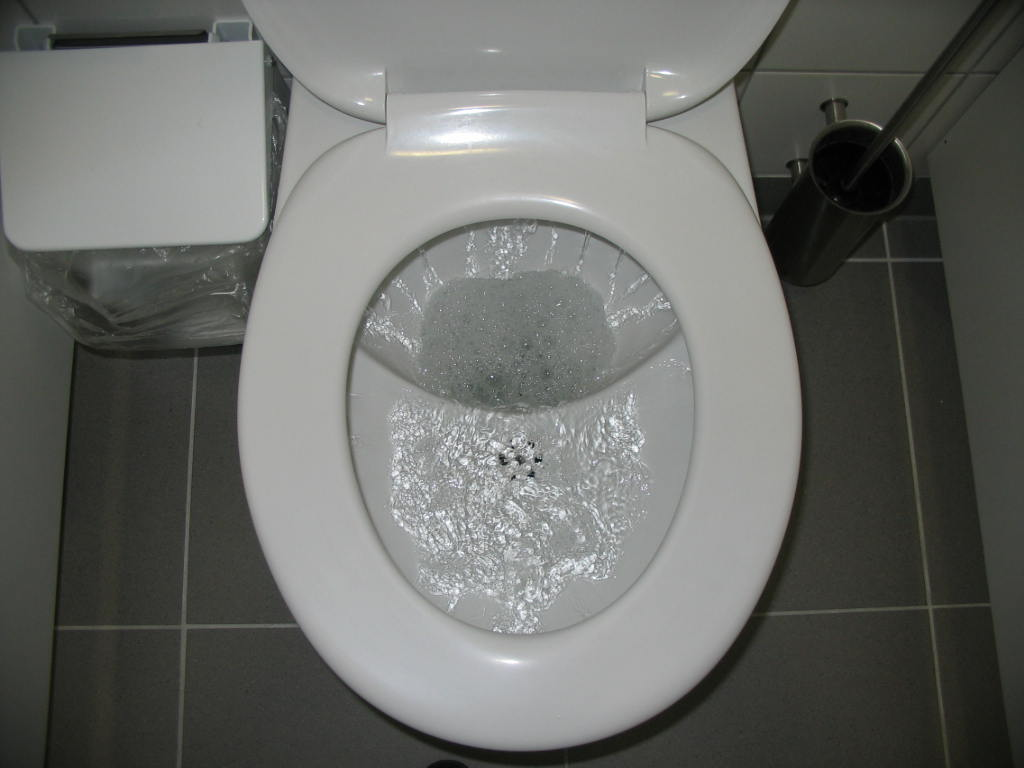
Toilettes
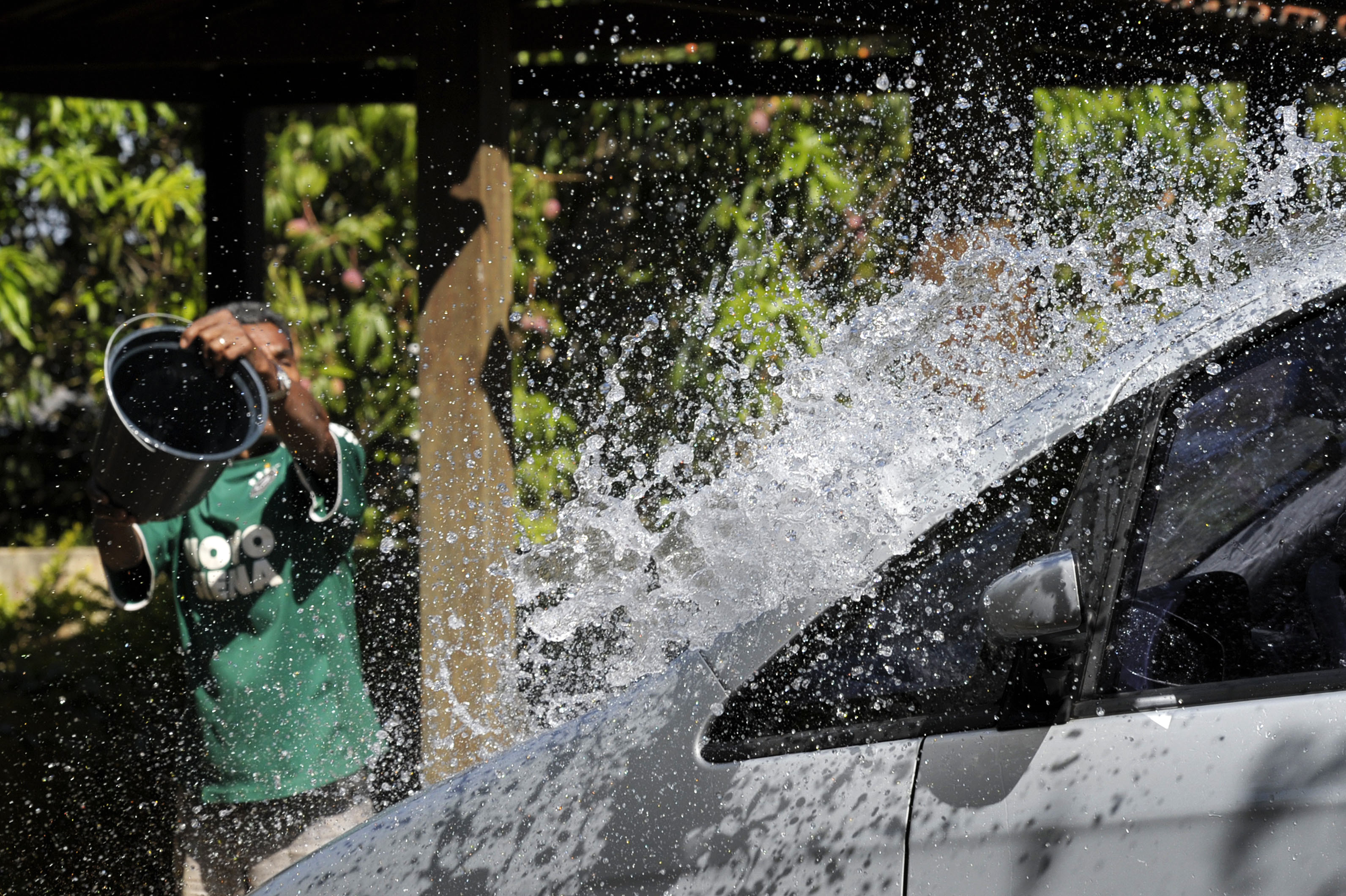
Nettoyage
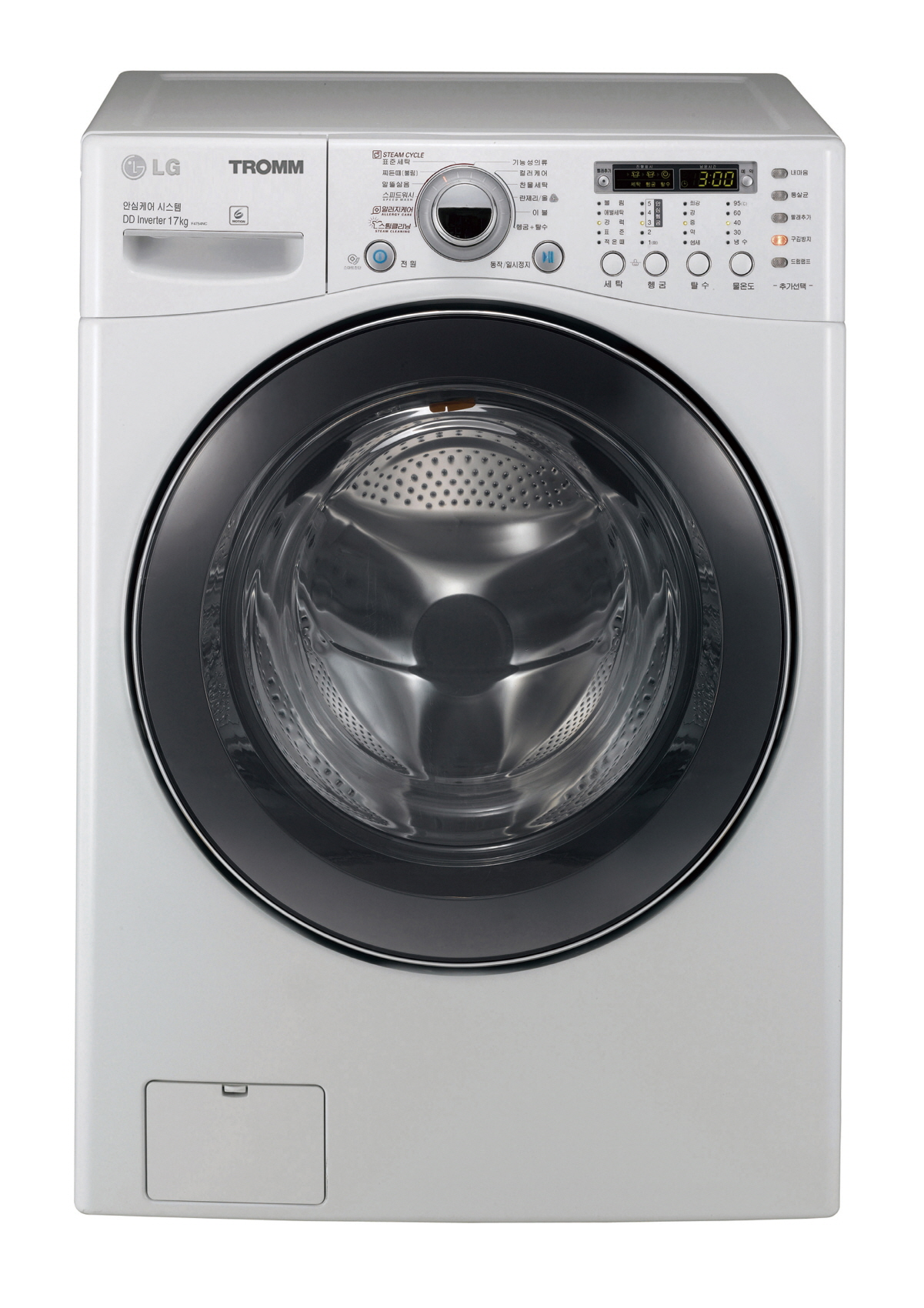
Lave linge

#### Eaux domestiques en Belgique
Les prélèvements d'eau douce en Belgique, à destination domestique tournent autour de 10 % des prélèvements totaux (OCDE 2012).
Un Belge (Wallon) consomme à peu près 34 m3/an en utilisation domestique. Toutes activités confondues (agriculture, industries, ménages en 2012), 44 m3 sont consommés par personne en eau de distribution en Belgique, ce qui place la Belgique parmi les plus petits consommateurs d'Europe (Compter 72 m3 de moyenne européenne). On en déduit que 77 % de l'eau de distribution en Wallonie va à un usage domestique. Le prix élevé de l'eau 4,53 €/m3 est inversement proportionnel à cette performance.
La répartition selon les usages est la suivante :
| Usage                      | Pourcentage |
| -------------------------- | ----------- |
| Bains et douches           | 35 %        |
| Toilettes                  | 35 %        |
| Lessive                    | 14 %        |
| Vaisselle                  | 7 %         |
| Boire, cuisiner            | 2,5 %       |
| Divers (nettoyage, jardin) | 6,5 %       |

#### Eaux domestiques aux États-Unis et au Canada
États-Unis (Amérique)
| - Toilettes: 24% - Douche: 20% - Robinet: 19% - Lessive: 17% - Fuite: 12% - Autre: 4% - Bain: 3% - Lave vaisselle: 1% |

Les prélèvement d'eau douce aux États-Unis, à destination domestique tournent autour de 12,5 % des prélèvement totaux (OCDE 2012)
Par ailleurs l'utilisation résidentielle de l'eau aux États-Unis et au Canada compte pour 57 % des utilisations de l'eau de distribution. Les usages non résidentiels de l'eau de distribution qui comprennent les sous-secteurs industriels, commerciaux et institutionnels comptent pour 29 % de utilisation totale.
En 2015, aux États-Unis, la majorité des personnes utilisaient l’eau fournie par des fournisseurs publics. Les livraisons intérieures effectuées par les fournisseurs publics en eau ont totalisé 23 300 Mgal/j (32 milliards de m3/an) à destination de 283 millions de personnes vivant dans des logements unifamiliaux et multifamiliaux. Les retraits autofournis à usage domestique ont été estimés à 3 260 Mgal/j, soit environ 1 % du total des retraits pour tous les usages, fournissant environ 42,5 millions de personnes. Presque tous ces prélèvements autofournis (98 %), provenaient de sources d'eau souterraine fraîches
La consommation d'eau domestique par habitant varie beaucoup d'un État à l'autre. Le Maine utilise seulement 54 US gallons (204 L) par personne et par jour, tandis que le Nevada utilise plus de 190 gallons (719 litres) par personne et par jour. Selon les données de l'Institut d'études géologiques des États-Unis de 2005, tous les États de l'Ouest américain, à l'exception de l'Alaska, utilisent plus de 100 gallons (378 litres) d'eau par personne et par jour. Une partie de cet écart dans l’utilisation de l’eau peut être expliquée par les différences climatiques. En moyenne un Américain consomme 98 gallons (370 litres) d'eau par personne et par jour (soit 135 m3/an).
Selon l'Institut d'études géologiques des États-Unis, les utilisations domestiques résidentielles de l'eau comprennent les utilisations intérieures et extérieures de l'eau dans les résidences, maisons et immeubles d'appartements, pour des usages comme boisson, préparation des aliments, bain, lessive et lavage de la vaisselle, chasse d'eau, arrosage des pelouses et jardins et entretien des piscines. La consommation d'eau domestique inclut l'eau, potable et non potable, fournie aux ménages par société publique de production et de distribution d'eau (livraisons domestiques) ou une utilisation d'eau autoalimentée. L'utilisation d'eau domestique autoalimentée considère une eau retirée d'une source privée, telle qu'un puits, ou capturée sous forme d'eau pluviale stockée dans une citerne ou réservoir à eau de pluie.
Canada

#### Eaux domestiques en France
| - Sanitaires: 20% - Bains/Douches: 39% - Domestique divers: 6% - Lessive: 12% - Vaisselle: 10% - Préparation nourriture: 6% - Lavage voiture/arrosage: 6% - Eau de boisson: 1% |

Les prélèvement d'eau douce en France, à destination domestique tournent autour de 19 % des prélèvement totaux (OCDE 2012).

La consommation moyenne d'eau d'un ménage est d'environ 40 m3/an/personne.
En 2013, l'eau potable a d'abord été prélevée dans les eaux souterraines (3,6 milliards de m3/an) et ensuite dans les eaux de surface (1,7 milliard de m3/an). Le total, (5,3 milliards de m3/an), constitue 16 % des volumes d'eau douce prélevés (33 milliards de m3/an) et 3 % des ressources en eau douce internes de la France,.
L'eau domestique est définie en France par l'article R214-5 du Code de l'environnement :

« Constituent un usage domestique de l'eau, les prélèvements et les rejets destinés exclusivement à la satisfaction des besoins des personnes physiques propriétaires ou locataires des installations et de ceux des personnes résidant habituellement sous leur toit, dans les limites des quantités d'eau nécessaires à l'alimentation humaine, aux soins d'hygiène, au lavage et aux productions végétales ou animales réservées à la consommation familiale de ces personnes.
En tout état de cause, est assimilé à un usage domestique de l'eau tout prélèvement inférieur ou égal à 1 000 m3 d'eau par an, qu'il soit effectué par une personne physique ou une personne morale et qu'il le soit au moyen d'une seule installation ou de plusieurs, ainsi que tout rejet d'eaux usées domestiques dont la charge brute de pollution organique est inférieure ou égale à 1,2 kg de DBO5 (Demande Biochimique en Oxygène à 5 jours). »

Le code de la construction et de l'habitation détermine les équipements et pièces particulières que doit comporter tout lieu d'habitation : installation d'alimentation en eau potable, installation d'évacuation des eaux usées, pour toilette, douche, baignoire, lavabo, évier, fosses septiques, etc.
L'arrêté du 21 août 2008 relatif à la récupération des eaux de pluie et à leur usage à l'intérieur et à l'extérieur des bâtiments encadre l'utilisation domestique de l'eau de pluie.

#### Eaux domestiques au Royaume-Uni
Les prélèvement d'eau douce au Royaume-Uni, à destination domestique tournent autour de 48 % des prélèvement totaux (OCDE 2012)
Le Royaume-Uni est donc un gros consommateur d'eau domestique. La plupart des utilisateurs britanniques ne sont pas facturés sur une base volumétrique et n'ont aucune incitation financière pour la conservation de l'eau. Depuis les années 1990, des efforts ont été déployés pour accroître la part du comptage des ménages, qui a atteint 33 % en 2008. En 2013, deux tiers des foyers au Royaume-Uni ne sont pas pris en compte pour la consommation d’eau, bien que l’Agence pour l’environnement britannique souhaite que tous les foyers soient équipés d’ici à 2030.

### Eaux domestiques selon l'OMS
L'Organisation mondiale de la santé définit l'eau domestique comme étant « l'eau utilisée pour tous les usages domestiques habituels, y compris la consommation alimentaire, le bain et la préparation des aliments » (OMS, 1993; 2002).
L'eau domestique peut se répartir en :
- Consommation (boire et cuisiner) ;
- Hygiène (y compris les besoins de base pour la propreté personnelle et domestique) ;
- Agrément (par exemple lavage de voiture, arrosage de la pelouse).

En mettant à jour l'étude Drawers of Water, Thompson et al. (2001) suggèrent qu'une quatrième catégorie peut être incluse particulièrement pertinente pour les ménages pauvres dans les pays en développement: l'utilisation productive de l'eau qui comprend des utilisations telles que le brassage, l'abreuvement des animaux, la construction et l'horticulture à petites échelles. Les deux premières catégories « consommation » et « hygiène », ont des conséquences directes sur la santé, en ce qui concerne les besoins physiologiques et le contrôle de diverses maladies infectieuses et non infectieuses liées à l'eau. La troisième catégorie: « agrément » peut ne pas affecter directement la santé dans de nombreuses circonstances. L'eau productive peut être critique pour les citadins pauvres dans le maintien des moyens de subsistance et l'évitement de la pauvreté et a donc une influence indirecte considérable sur la santé humaine.

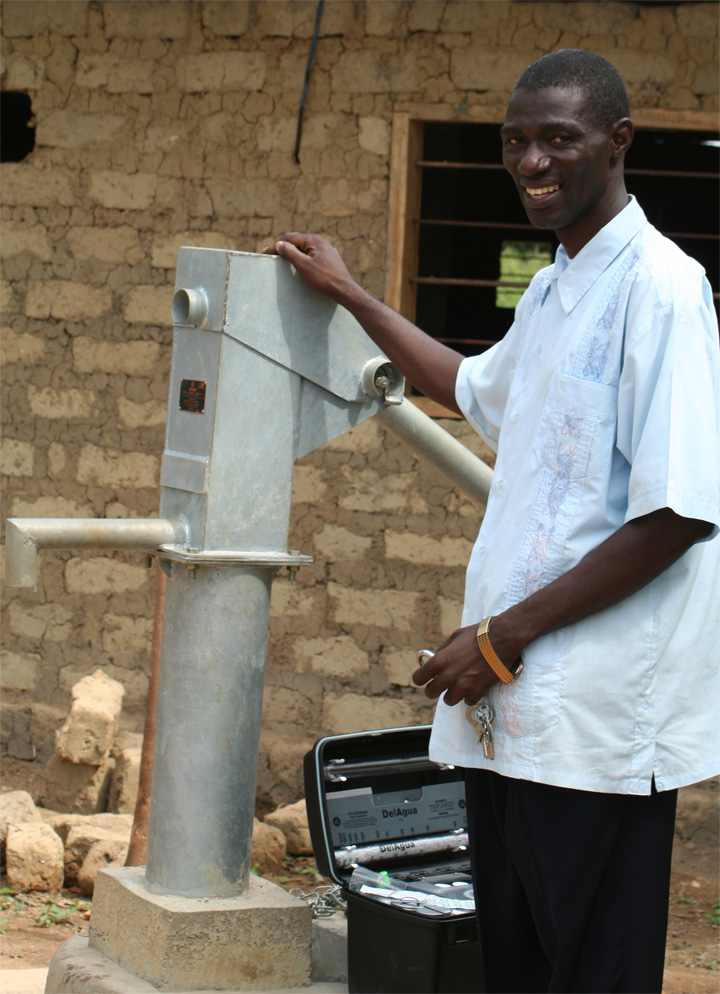
Pompe à bras rurale moderne, Liberia.

En 2000, on estimait qu'un sixième de l'humanité (1,1 milliard de personnes) n'avait pas accès à toute forme d'approvisionnement en eau améliorée à moins d'un kilomètre de son domicile (OMS et UNICEF, 2000). Le manque d'accès à des sources d'approvisionnement en eau sûre contribue à la pauvreté persistante à la fois par le coût économique d'une mauvaise santé et d'autre part par la part importante des dépenses des ménages en vue de l'approvisionnement en eau (résultant de la nécessité d'acheter l'eau et/ou le temps et l'énergie dépensés dans la collecte de l'eau). L'accès aux services d'eau constitue une clé composante de l'Indicateur de pauvreté du Programme des Nations unies pour le développement (PNUD, 1999). Le programme de suivi conjoint OMS/UNICEF décrit l'accès raisonnable à l'eau comme étant « la disponibilité d'au moins 20 litres par jour provenant d'une source située à moins d'un kilomètre des utilisateurs » (OMS et UNICEF, 2000).
Les maladies diarrhéiques attribuées à la mauvaise qualité de l'eau, de l'assainissement et de l'hygiène représentent 1,73 million de décès chaque année et contribuent à plus de 54 millions d'années DALI (Disability Adjusted Life Years), un total équivalent à 3,7 % de la charge mondiale de maladie (OMS, 2002). Cela place les maladies diarrhéiques dues à l'insalubrité de l'eau, de l'assainissement et de l'hygiène au sixième rang des maladies à l'échelle mondiale, un fardeau sanitaire largement évitable (OMS, 2002).

### Autres pays
La consommation d'eau domestique est très variable selon les pays :
| Pays                    | Consommation d'eau domestique (litres par jour et par habitant) |
| ----------------------- | --------------------------------------------------------------- |
| États-Unis              | 360                                                             |
| France                  | 157                                                             |
| Pays-Bas                | 128                                                             |
| Belgique                | 120                                                             |
| Bulgarie                | 116                                                             |
| Inde                    | 25                                                              |
| Certains pays africains | < 25                                                            |

En France, la consommation d'eau domestique est d'environ 120 m3 par ménage et par an, et de 55 m3 par personne et par an, soit environ 157 litres par personne et par jour. La consommation est variable selon les régions et selon que l'on est en zone urbaine ou rurale.

## Qualités des eaux

### Eau douce

#### Eau potable / Eau de distribution
En France, en 2013, 4,3 milliards de m3 ont été prélevés des eaux souterraines et des eaux de surface à des fins de production d'eau potable. 3,6 milliards de m3 venaient des eaux souterraines, 1,7 milliard de m3 venaient des eaux de surface (Onema 2016). Les prélèvements à usage domestique se font plus volontiers dans les eaux souterraines, qui présentent l’avantage d’être relativement protégées par les couches de sol et sous-sol et sont moins vulnérables aux pollutions et donc nécessitent moins de traitements pour la fabrication d’eau potable que la plupart des eaux de surface.
Les aquifères littoraux sont le lieu de contact entre eau salée d’origine marine, qui envahit plus ou moins les formations géologiques côtières, et eau douce de densité moindre que l’eau salée « flottant » sur celle-ci. L’intrusion d’eau salée prend la forme d’un biseau plongeant vers l’intérieur des terres appelé « biseau salé » qui constitue une interface entre l’eau salée et l’eau douce. Cette interface va évoluer au cours du temps en fonction de la recharge par les précipitations, de l’exploitation de l’aquifère et du niveau de la mer. De graves intrusions d'eau salée ou d'eau saumâtre dans les aquifères littoraux peuvent compromettre l’approvisionnement en eau douce à partir de cette source.

### Eau de mer
À Hong Kong, l'eau de mer est disponible pour les chasses d'eau dans les zones métropolitaines et la plupart des nouvelles villes, couvrant environ 80 % de la population. Le département d'approvisionnement en eau de Hong Kong prévoit une extension de l'utilisation de l'eau de mer pour les chasses d'eau lorsque cela est économiquement justifié. Des travaux préparatoires sont en cours pour l'approvisionnement à Hong Kong Disneyland, Pok Fu Lam (zh), Tuen Mun East (zh), Yuen Long et Tin Shui Wai. En 1955, l’eau de mer a été utilisée pour la première fois dans un projet pilote. Expérience suivie par l'installation de systèmes de rinçage à l'eau de mer dans toutes les nouvelles maisons et dans certains districts à partir de 1957.
Étant donné son coût de production important, la principale application du dessalement de l'eau consiste en la fourniture d'eau potable essentiellement dans les pays ne disposant pas suffisamment d'eau potable mais assez d'énergie peu coûteuse pour en produire (pays du Golfe Persique par exemple, le Koweït particulièrement). Les techniques de dessalement les plus courantes sont la distillation thermique, pour le traitement de grands volumes d'eau (plus de 55 000 m3/jour), la technologie des membranes, l'électrodialyse inverse et l'osmose inverse.

## Eaux usées domestiques
Les eaux usées domestiques qui consistent principalement en eaux grises (ou eaux ménagères) et eaux-vannes (ou eaux noires) doivent être gérées de manière à protéger la santé publique, la qualité de l’eau, les loisirs, la pêche et la faune, ainsi que l’attrait esthétique des cours d’eau. Les eaux usées domestiques sont traitées soit par des systèmes de traitement et d’élimination des eaux usées sur place (assainissement non collectif : fosses septiques, microstation d'épuration, filtre compact, phytoépuration), soit par des installations de traitement des eaux usées domestiques (municipales) centralisées (station d'épuration).
Dans certains cas, les eaux usées peuvent être séparées à la source ce qui permet un traitement ciblé et un recyclage de leurs nutriments ou de l'eau directement sur place. Lorsque des toilettes à séparation d'urine[réf. non conforme] sont utilisées, le terme eaux noires est remplacé par celui d'« eaux jaunes » (urines et eau de chasse) et d'« eaux brunes » (matières fécales, papier et eau de chasse),.
L'eau des précipitations récolée par les toits (eau pluviale et eau de ruissellement) est incluses dans les eaux usées dans un réseau unitaire d'assainissement. Dans un réseau séparatif, elle est traitée séparément.
La chaleur des eaux grises peut être récupérée par un récupérateur de chaleur eau grise.
L'assainissement centralisé prend en charge également les eaux usées industrielles et agricoles.